# Babá (1938−2000)
Babá, właśc. Santiago Quarti Irmão (ur. 14 czerwca 1938 w Torres, zm. 2000) – brazylijski piłkarz, występujący na pozycji napastnika.

## Kariera klubowa
Karierę piłkarską Babá rozpoczął w EC Juventude pod koniec lat 50. W 1962 roku został zawodnikiem Grêmio Porto Alegre, w którym grał do 1968 roku. Z Grêmio siedmiokrotnie zdobył mistrzostwo stanu Rio Grande do Sul – Campeonato Gaúcho w 1962, 1963, 1964, 1965, 1966, 1967 i 1968 roku. Karierę zakończył w Juventude.

## Kariera reprezentacyjna
W reprezentacji Brazylii Babá zadebiutował 17 kwietnia 1966 w wygranym 1-0 meczu z reprezentacją Chile w Copa Bernardo O’Higgins 1966. Drugi i ostatni raz w reprezentacji Babá wystąpił trzy dni później w przegranym 1-2 meczu z tym samym rywalem.
| Mecze i gole w reprezentacji | Mecze i gole w reprezentacji | Mecze i gole w reprezentacji | Mecze i gole w reprezentacji | Mecze i gole w reprezentacji | Mecze i gole w reprezentacji | Mecze i gole w reprezentacji |
| #                            | Data                         | Miasto                       | Przeciwnik                   | Gol                          | Wynik                        | Rozgrywki                    |
| ---------------------------- | ---------------------------- | ---------------------------- | ---------------------------- | ---------------------------- | ---------------------------- | ---------------------------- |
| 1.                           | 17.04.1966                   | Santiago                     | Chile                        |                              | 1:0                          | Copa Bernardo O’Higgins 1966 |
| 2.                           | 20.04.1966                   | Santiago                     | Chile                        |                              | 1:2                          | Copa Bernardo O’Higgins 1966 |